# Надгробная речь и молитва

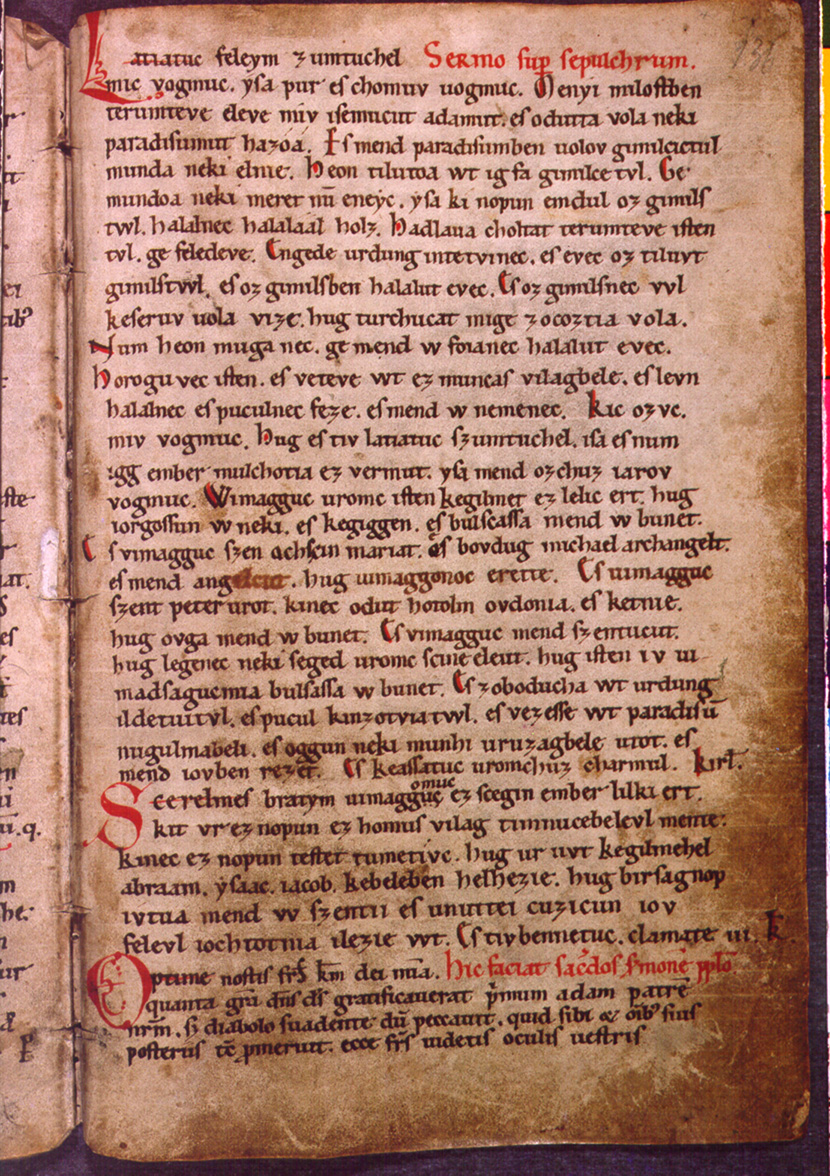
Оригинальная рукопись в Молитвенном Кодексе

Надгробная речь и молитва (венг. Halotti beszéd és könyörgés) — древнейший известный текст на венгерском языке и уральском языке, написанный на манускрипте латиницей, датируемый 1192-1195 годами. Текст содержится в документе f.154a в Молитвенном Кодексе. Существуют несколько древних письменных памятников на венгерском языке X-XI века, но они содержат лишь отдельные венгерские слова или словосочетания, а «Надгробная речь и молитва» является первым полноценным произведением. С 1813 рукопись хранится в Будапеште в Венгрии, и сейчас он находится в Национальной библиотеке имени Сеченьи.

## Важность
Наиважнейшее историческое значение «Надгробная речь и молитва» приобретает в виду того что, является старейшим сохранившимся произведением на венгерском языке, а  также старейшим произведением на уральским языке, хотя отдельные слова и даже короткие неполные предложения появляются в более ранних письменных памятниках, например, в учредительном уставе Веспрем долины монастыря (997-1018/1109) или установлении устава аббатства Тихань (1055).

## Структура
Документ состоит из двух частей: текст Надгробная речь (26 строк и 227 слов) и молитва (6 строк и 47 слов). Если не учитывать повторяющиеся слова, в тексте есть 190 венгерских индивидуальных терминов. Работа была написана на основе латинской версии, которая находится в этом же кодексе. Однако «Надгробная речь и молитва» - это отдельное произведение, которое лишь опирается на оригинал, а не просто является переводом.

## Текст

### Надгробная речь
```
Sermo ſup ſepulchrum. Latiatuc feleym zumtuchel
mic vogmuc. yſa pur eſ chomuv uogmuc. Menyi miloſtben
terumteve eleve miv iſemucut adamut. eſ odutta vola neki
paradiſumut hazoa. Eſ mend paradiſumben uolov gimilcictul
munda neki elnie. Heon tilutoa wt ig fa gimilce tvl. Ge
mundoa neki meret nu[m] eneyc. yſa ki nopun emdul oz gimilſ
twl. halalnec halalaal holz. Hadlaua choltat terumteve iſten
tul. ge feledeve. Engede urdung intetvinec. eſ evec oz tiluvt
gimilſtwl. es oz gimilſben halalut evec. Eſ oz gimilſnek vvl
keſeruv uola vize. hug turchucat mige zocoztia vola.
Num heon muga nec. ge mend w foianec halalut evec.
Horogu vec iſten. eſ veteve wt ez muncaſ vilagbele. eſ levn
halalnec eſ poculnec feze. eſ mend w nemenec. Kic ozvc.
miv vogmuc. Hog eſ tiv latiatuv ſzumtuchel. iſa eſ num
igg ember mulchotia ez vermut. yſa mend ozchuz iarov
vogmuc. Wimagguc uromv iſten kegilmet ez lelic ert. hug
iorgoſſun w neki. eſ kegiggen, eſ bulſassa mend w bunet.
Eſ vimagguc ſzen achſcin mariat. eſ bovdug michael archangelt.
eſ mend angelcut. hug uimaggonoc erette. Eſ uimagguc
ſzent peter urot. kinec odut hotolm ovdonia. eſ ketnie.
hug ovga mend w bunet. Eſ vimagguc mend ſzentucut.
hug legenec neki ſeged uromc ſcine eleut. hug iſten iv ui-
madſagucmia bulſaſſa w bunet. Eſ zoboducha wt urdung
ildetuitvl. eſ pucul kinzotviatwl. eſ vezeſſe wt paradiſu[m]
nugulmabeli. eſ oggun neki munhi uruzagbele utot. eſ
mend iovben rezet. Eſ keaſſatuc uromchuz charmul. Kir[ie e]l[eison].
```

### Молитва
```
Scerelmes bratym uimagg(om)uc ez ſcegin ember lilki ert.
kit vr ez nopun ez homuſ világ timnucebelevl mente.
kinec ez nopun teſtet tumetivc. hug ur uvt kegilmehel
abraam. yſaac. iacob. kebeleben belhezie: hug birſagnop
ivtva mend vv ſcentii ef unuttei cuzicun iov
felevl iochtotnia ilezie vvt. Eſ tivbennetuc. clamate iii. k[yrie eleison].
```